# Catedral de Hildesheim
A Catedral de Hildesheim (em alemão: Hildesheimer Dom), oficialmente chamada Catedral da Assunção de Santa Maria (Hohe Domkirche St. Mariä Himmelfahrt) e também conhecida como Catedral de Santa Maria (Mariendom), é uma importante catedral católica do medieval situada em Hildesheim, Alemanha. Juntamente com a Igreja de São Miguel da mesma cidade figura na lista de Património Mundial da UNESCO desde 1985. Com a sua basílica de três naves, é uma das mais antigas igrejas episcopais da Alemanha.
A catedral foi construída entre 1010 e 1020 em estilo românico. Segue um plano geométrico com duas absides, que é característico do estilo românico otónico na Velha Saxónia. Depois de renovações e extensões nos séculos XI, XII e XIV, a catedral foi completamente destruída durante um bombardeamento em 1945, mas as obras de arte já estavam seguros em outros depósitos. A catedral foi reconstruída entre 1950 e 1960.
A catedral é famosa pelas suas obras de arte. Estas incluem:
- As portas de bronze, mandadas fazer pelo Bispo Bernward (1015), com relevos da história de Adão e Jesus Cristo.
- Uma coluna de bronze com 15 pés de altura (datando de 1020), adornado com relevos da vida de Cristo.
- Dois candelabros em forma de roda do século XI.
- O Sarcófago de São Gotardo.
- O Santuário de São Epifânio (século XII).
- A fonte baptismal, datando de 1225.

No meio do pátio da catedral fica a Capela de Ana (Annenkapelle), erigida em 1321 em estilo gótico. Trepando a parede da abside da catedral está a lendária roseira com 1000 anos, que simboliza a prosperidade da cidade de Hildesheim. De acordo com a lenda, desde que a roseira floresça , Hildesheim não declinará. Em 1945 houve um bombardeamento, no entanto a roseira sobreviveu.
O Museu da Catedral tem uma das maiores colecções de tesouros medievais na Europa.